# Sancochado
Il sancochado è un piatto tipico della gastronomia del Perù. Consiste in una zuppa a base di carne, tuberi e verdure di composizione relativamente variabile.

## Storia
Il sancochado deriva dalla fusione del timpu di epoca preispanica (realizzato con carne di lama o alpaca, patate ed erbe aromatiche) e del cocido madrileño (un sugo che ha come ingrediente principale i ceci).
Anticamente veniva chiamato puchero e includeva 34 ingredienti.
Nella città di Lima era tradizione prepararlo ogni giovedì all'ora di pranzo. Oggi è una delle zuppe più popolari del Perù.

## Preparazione
La preparazione del sancochado consiste nella cottura per quattro ore di carni di manzo (punta di petto e lingua), maiale, gallina, salsiccia e pancetta alle quali si uniscono verdure e patate bollite.